# Parsifal (opera)
A Parsifal (WWV 111) Richard Wagner egyik háromfelvonásos és egyben utolsó operája. Librettóját a zeneszerző írta Chrétien de Troyes befejezetlenül maradt Perceval il Gallois illetve Wolfram von Eschenbach Parzival című eposza alapján. Ősbemutatójára 1882. július 26-án került sor a bayreuthi Festspielhausban. Magyarországon először 1914. január 1-jén mutatták be a budapesti Népoperában, a mai Erkel Színház épületében.

## Története
Wagner 1845-ben, marienbadi kúrája idején tanulmányozta először Wolfram von Eschenbach Parzival című eposzát Simrock 1842-es újfelnémet fordításában, a Lohengrin nevű, ismeretlen szerzőtől származó művet, valamint Titurel című eposztöredékét.
Legközelebb 1854-ben vette elő a történetet, amikor a Trisztán és Izolda harmadik felvonásának írása közben azt tervezte, hogy a Grál nyomában járó Parsifal felkeresi a súlyos sérülten, seblázban fekvő bajnokot.

Ötletét később elvetette, a téma azonban nem hagyta nyugodni, olyannyira, hogy 1857-ben Zürichben papírra vetette egy leendő háromfelvonásos mű prózavázlatát. Önéletrajzi írásában Wagner leírja, hogy nagypéntek napján egy Zürich közelében lévő villa „menedékében” időzve eszébe jutott, milyen hatást gyakorolt rá korábban Wolfram Parzivaljában a nagypéntek említése. Ebből kiindulva írta meg a prózavázlatot, melyet azonban nem kezdhette el nagypénteken, ugyanis ebben az évben április 10-ére esett az ünnep, míg Wagner csak április 28-án költözött be a villába. A mű ezen változata nem maradt fent. 

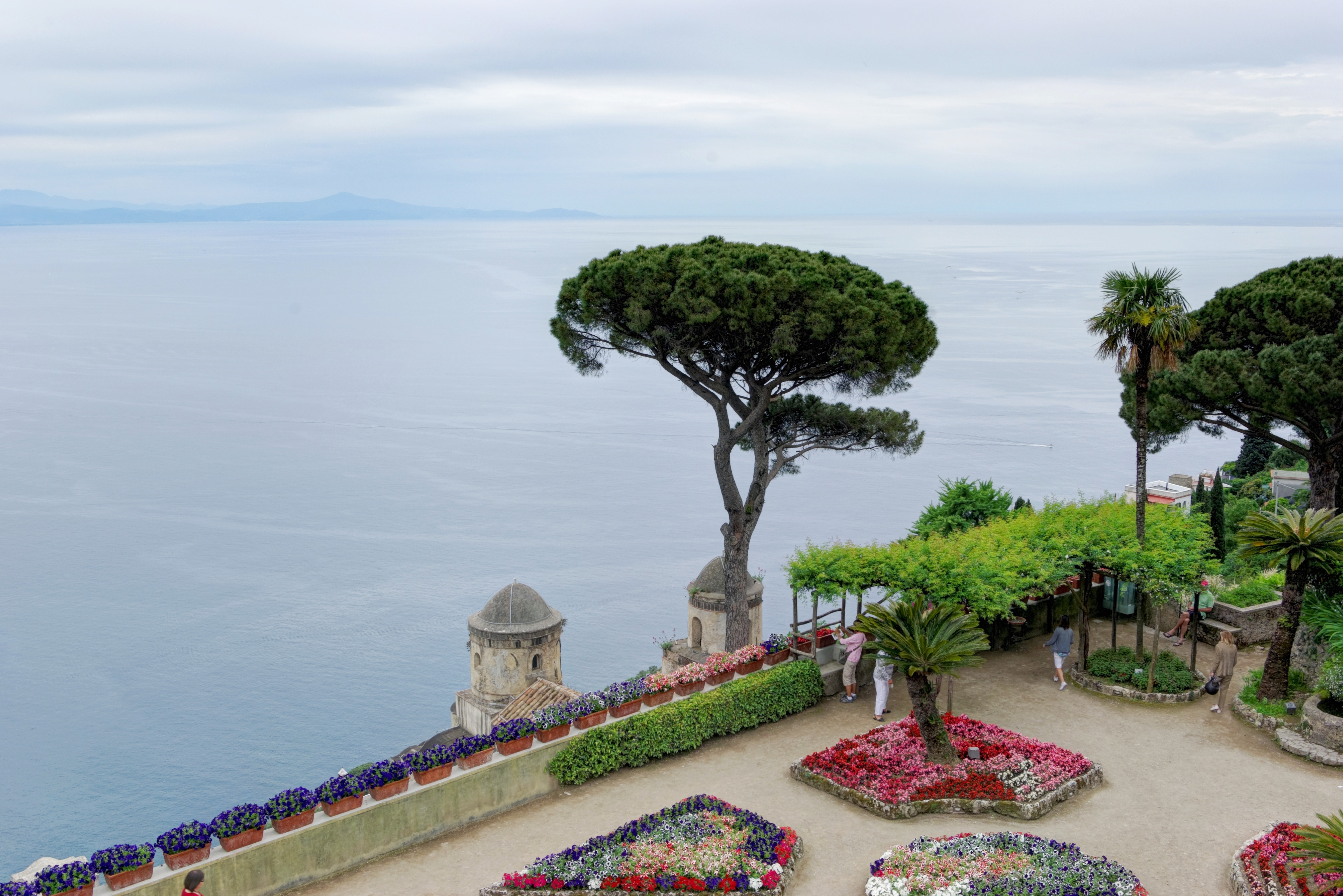
Klingsor varázskertjének ihletője, a Villa Rufolo kertje Ravellóban

1860. augusztus 27. és 30. között II. Lajos bajor királynak ajánlva új változatot írt, melyben már kidolgozta a legfontosabb alakokat és motívumokat. 1865-ben készítette el ennek nyomán a verseket, amelyeket – újabb 11 év múlva – 1876-ban átdolgozott. Ekkor változtatta meg Wagner a mű címet Parzifalról Parsifalra. Ennek háttérében az állt, hogy egy hibás korabeli értelmezés szerint a "fal parsi" perzsa kifejezés jelentése "igaz balga" (reiner Tor).
A librettó végső változata 1877. április 19-én készült el, az 1877 szeptemberében megkezdett komponálást azonban csak 1882-ben fejezte be Wagner. 1880-ban Itáliában járt, Ravellóban a Villa Rufolo kertje inspirálta Klingsor varázskertjének jelenetét.

## Szereplők
| Szereplő                             | Hangfekvés                                  | Az ősbemutató szereposztása (1882. július 26.) karmester: Hermann Levi             | Első magyar bemutató szereposztása (1914. január 1) karmester: Reiner Frigyes |
| ------------------------------------ | ------------------------------------------- | ---------------------------------------------------------------------------------- | ----------------------------------------------------------------------------- |
| Amfortas                             | bariton                                     | Theodor Reichmann                                                                  | Gábor Arnold                                                                  |
| Gurnemanz                            | basszus                                     | Emil Scaria                                                                        | Bihari Sándor                                                                 |
| Parsifal                             | tenor                                       | Hermann Winkelmann                                                                 | Georg Anthes                                                                  |
| Klingsor                             | bariton                                     | Karl Hill                                                                          | Pajor Ödön                                                                    |
| Kundry                               | mezzoszoprán                                | Amalie Materna                                                                     | Krammer Teréz                                                                 |
| Titurel                              | basszus                                     | August Kindermann                                                                  | Mátrai Ernő                                                                   |
| Két Grál-lovag                       | tenor és basszus                            | Anton Fuchs Eugen Stumpf                                                           | Róna, Lóránd                                                                  |
| Négy fegyvernök                      | két-két szoprán és tenor                    | Hermine Galfy Mathilde Keil Max Mikorey Adolf von Hübbenet                         |                                                                               |
| Viráglányok                          | négy szoprán és egy-egy mezzoszoprán és alt | Pauline Horson Johanna Meta Carrie Pringle Johanna André Hermine Galfy Luise Belce | Adler Adelin                                                                  |
| Grál-lovagok, gyermekek, viráglányok |                                             |                                                                                    |                                                                               |

## Cselekménye
Helyszín: a Grál birodalma, Monsalvat kastélya valamint Klingsor kastélya Észak-Spanyolországban
Idő: kora középkor

### A mű előtörténete
Titurel, az első Grál király egykor angyaloktól, az Ég küldötteitől vette át a Szent Grált, az edényt – amely az utolsó vacsora kelyhe volt, s melybe később a keresztre feszített Jézus vére folyt – és a lándzsát, amelyet Longinus római legionárius döfött oldalába. Őrzésük ettől fogva a Grál lovagjainak a feladata lett. Monsalvat hegyén, egy világtól elzárt, távoli hegytetőn hatalmas templomot építettek. Idehozták az ereklyét, amelynek csodatevő, áldó ereje hatalmat és tekintélyt hozott a rendnek. Soraikba kerülni dicsőséget jelentett, amelyben csak a legkiválóbbak, a minden szempontból feddhetetlen lovagok részesülhettek.
Megirigyelte ezt Klingsor, a varázsló és maga is jelentkezett a Grál-közösségbe, sőt kasztrálta is magát, hogy felvételt nyerjen a lovagok közé. Bűnös élete miatt azonban erre méltatlannak bizonyult és ettől kezdve a lovagok ádáz ellenségévé vált. A sivatag közepén létrehozta saját birodalmát és felépíttetett egy varázskastélyt. Titokzatos hatalmak segítségével buja illatú virágokkal teli csodálatos kertet varázsolt a tájra. Viráglányai segítségével idecsalta a lovagokat, hogy miután eltántorította őket tisztüktől, a Grál birtokába jusson. Titurel sok év múltán elfáradván a közösség irányításában, átadta helyét fiának, Amfortasnak, aki elhatározta, hogy harcba száll Klingsorral. Ő sem kerülte el azonban a korábban megrontottak sorsát: áldozatul esett egy gyönyörű nő – Kundry – keltette vágy, a testiség csábításának. Klingsor elragadta dárdáját és hegyével nem gyógyuló sebet ejtett rajta. Feloldozást és gyógyulást nyerhet azonban, ha egy tiszta lelkű, tudatlan ifjú, a részvéttől indíttatva visszaszerzi a szent lándzsát és hegye újból megérinti a testét. Amfortas visszatért és azóta sebe kínzó fájdalmával vezekel gyengeségéért. Az ő tiszte a szertartásokon a kehely felmutatása, ami gyötrő kínjai miatt mind nehezebb tehertételt jelent számára.

### Első felvonás

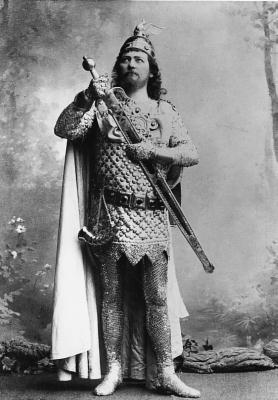
Hermann Winkelmann Parsifal szerepében

Első kép
Helyszín: A szent tó Monsalvat vára előtt

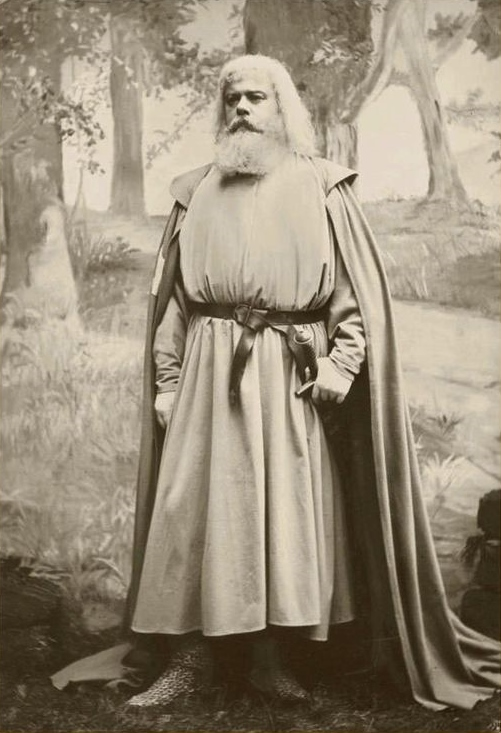
Emil Scaria Gurnemanz szerepében

Amfortast kísérői épp a szent tóhoz vezetik, hogy hullámaiba merülve enyhülést nyerjen fájdalmaira. Míg a király a fürdéshez készülődik, Gurnemanz, egy idős Grál-lovag meséli el történetét a fiatalabbaknak. Figyelmük egyszer csak egy kimerülten érkező, csapzott külsejű asszonyra, Kundryra terelődik, aki messze földről hozott gyógyító balzsamot a rend fejének. Gurnemanz elmeséli, hogy Kundry régóta kóborol e tájon és már Titurel idején is itt élt. Ennek ellenére személyét számos rejtély övezi. Kundry ideje elhatározta, hogy a Grál követőit segíti, vélhetően, hogy így vezekeljen korábbi bűneiért. Gyakran tűnik föl, híreket hoz és visz, beszámol a lovagok messzi földön vívott harcairól. Időnként titokzatosan eltűnik, ilyenkor mindig valamilyen csapás éri a közösséget. Akkor is távol volt, amikor Amfortas Klingsor ellen indult. Ekkor hirtelen zaj támad: nyíllal átlőtt testű hattyú hull alá. A tettes az egyszerű öltözetű Parsifal, akit Gurnemanz elé vezetnek.

Parsifal megszeppenve hallgatja Gurnemanz szelíd feddését: errefelé a védtelen állatok élete is szent. A feddés hatására Parsifal széttöri íját. Amikor nevéről, származásáról, családjáról kérdezik, kiderül, hogy anyján kívül semmire sem emlékszik. Egyszer régen fényes vértezetű lovagokat pillantott meg és utánuk indult, azonban eltévesztette az utat, s többé nem talált haza. 

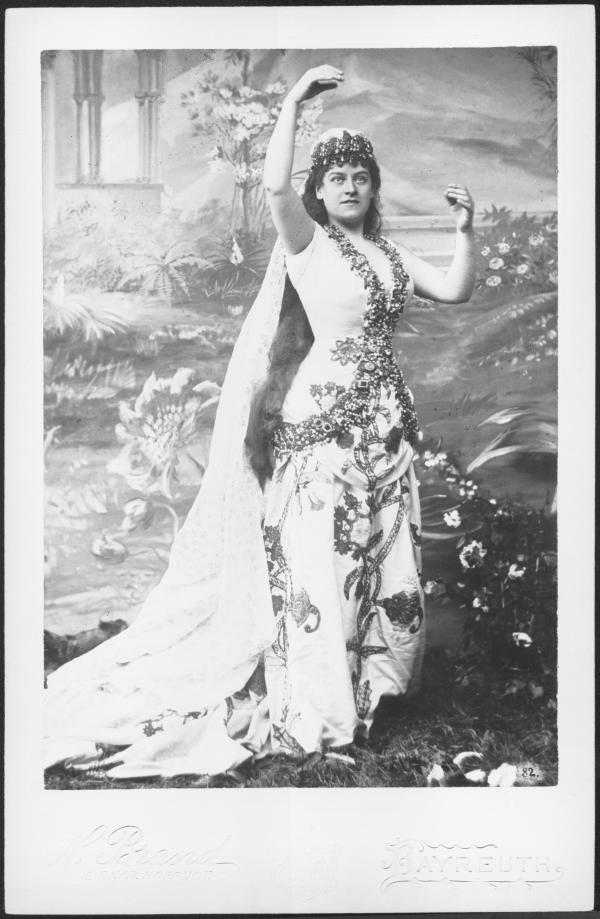
Therese Malten Kundry szerepében

Parsifal Kundrytól értesül saját származásáról. Kundry elmeséli, hogy Herzeleide a világtól elzárva nevelte fiát, mert félt, hogy ő is apja, a dicső lovag, Gamuret sorsára jut, aki harcban vesztette életét. Ám hiába a féltő gondoskodás, az ifjú egy napon eltűnt, Parsifal anyja nem sokkal ezután belehalt fájdalmába. Az ifjú, szülei sorsát meghallva, tehetetlen dühében Kundryra támad, de Gurnemanz lecsendesíti. Az asszony ekkor furcsa, tudattalan vergődésbe kezd, majd transzszerű álomba zuhan. Gurnemanz elgondolkodva méregeti az ifjút: hátha most teljesül be az egykor hozzá szóló égi szózat, hátha Parsifal az a tudatlan, de tiszta szívű lény, aki elhozza majd a mindnyájuk számára feloldozást jelentő lándzsát. Gurnemanz és Parsifal elindulnak a Grál templomába, ahol egy szertartás keretében bemutatják a Grált.
Második kép
Helyszín: A Grál szent templomában
Parsifal végignézi a szertartást, látja és átérzi Amfortas rettenetes kínjait. A király tiszte a kehely felmutatása, fájdalmai azonban oly gyötrelmet okoznak számára, hogy legszívesebben távozna már az élők sorából. A lovagok és haldokló apja, Titurel mellett égi hang szólítja kötelességére: fel kell mutatnia a serleget, még nem érkezett el számára a megváltás ideje. Egy ceremónia keretében bemutatják a szent Kelyhet.
Gurnemanz a látottaktól szótlan, döbbent ifjúhoz fordul és megkérdezi, értette-e mi zajlott le szemei előtt? Parsifal azonban nem tud válaszolni, így Gurnemanz csalódottan aludni küldi vendégét.

### Második felvonás
Helyszín: Klingsor varázskertje
Klingsor varázspalotája ablakából figyeli új áldozat felbukkanását. Nem is kell sokáig várakoznia: Parsifal közeledik. Ismeri küldetése különleges célját és tudja, hogy hatalmába kell kerítenie az ifjút, ha felül akar kerekedni a lovagok erején. Eszköze Kundry lesz, az ellenállhatatlan csáberejű nő, a megrontó érzékiség örök démona. Az asszony itt, a varázskertben éled különös transzából. Újra a varázsló akaratának eszköze. Klingsor rájött titkára és a bűverejébe vonta. Múltja ugyanis sötét. Találkozott egykor – korábbi létében – az Üdvözítővel, de kigúnyolta, amikor a kereszt súlya alatt görnyedt. Azóta örökös bűnhődés sújtja, az érzéki csábítás kényszere. Pedig egyre a feloldozást keresi a szerelemben is: ha egyszer olyan férfira akadna ugyanis, aki ellen tud állni csábításának, megszabadulna az őt sújtó átoktól. E kettősség jegyében él téren és időn felülemelkedve. Egyszerre bűnre csábító ördög és feloldozást kereső vezeklő. Egyetlen férfi van csak, akit soha nem hoztak lázba Kundry bájai. Klingsor az, aki rég megfosztotta magát férfi voltától. Csak eszközként, akarattalan bábként használja az asszonyt céljai elérésében. Eközben Parsifal bejutott a kertbe. Rettenthetetlen hősként űzte el a vár őrzőit és a virágokká vált csodaszép lányok látványától és érzéki éneküktől hajtva egyre beljebb hatol az ezer színben pompázó buja paradicsomba. Egyszer csak neve szólítását hallja. Földbe gyökerezik a lába, ahogy szembetalálja magát a csodaszép Kundryval. A szó, a hang, mintha anyját idézné. Előtörnek gyermekkori emlékei, pláne, amikor Kundry szüleiről, családjáról kezd mesélni neki. Az asszony váratlanul anyja utolsó üdvözletét, egy csókot kínál számára. Ajkuk összeforrása azonban érzéki vágy helyett hirtelen kijózanodást hoz Parsifalnak. Eszébe jut küldetése, az Amfortas szenvedése iránt érzett részvéte. Testét kínzó forróság járja át. Rádöbben: e nő volt a király megrontója is! Kundry megátkozza az ifjút, hogy soha ne érjen célba, közben segélykiáltásaira elősiet Klingsor is. Meglendíti a szent lándzsát, hogy megsebezze a hőst, ám az lebegve megáll annak feje fölött. Parsifal keresztet rajzol vele, amire a kert és a palota összes lakójával a mélybe süllyed, Parsifal pedig a dárdával kezében Monsalvat vára felé indul.

### Harmadik felvonás
Első kép
Helyszín: Erdős táj Monsalvat vára előtt
Kundry átkának hatására Parsifal évekig vándorol, de nem találja meg a Grálkastélyt. Végül fekete páncélban, leeresztett sisakrostéllyal, kezében a lándzsát iránytűként tartva érkezik a vár előterébe. Gurnemanzcal találkozik, akinek épp az imént sikerült hosszú révületéből magához térítenie Kundryt. Az asszonynak most már csak egyetlen célja van: minden eszközzel szolgálni a Grál dicsőségét. Gurnemanz megfeddi Parsifalt és figyelmezteti, hogy nagypéntek napján nem szabad fegyvert viselni. Parsifal szótlanul ereszti le fegyverét, amikor felnyitja sisakrostélyát, Gurnemanz felismeri a rég nem látott lovagot. Arcuk még inkább felderül, amikor a Grál szent lándzsáját pillantják meg lábai előtt. A viszontlátás öröme kis enyhülést hoz szomorú mindennapjaikba. Amfortas fájdalmai olyannyira fokozódtak, hogy már képtelen a szertartás, a kehely felmutatásának elvégzésére. Az áldozat elmaradásával megszűnt a lovagok ártatlanok megsegítésére vállalt küldetése is. Ma, az agg Titurel temetése napján még egyszer megkísérli azonban a szertartás elvégzését.
Második kép
Helyszín: A Grál szent templomában
Parsifal a Lándzsával megérinti Amfortast, akinek sebe egy csapásra begyógyul. Ekkor a közösség legöregebb tagja, Gurnemanz az ifjúhoz lép és rendjük új királyává avatja. Az új király elsőként Kundryt veszi fel a rend sorába, aki a nagypénteki szertartás szokásai szerint megmossa a király lábát. Majd az átoktól megszabadulva, élettelenül rogy az oltár lábai elé. Parsifal felmutatja a kelyhet, a Szent Grált, hogy hitet és erőt kölcsönözzön követőinek az eljövendő évszázadokra is.

## A Parsifal bemutatása

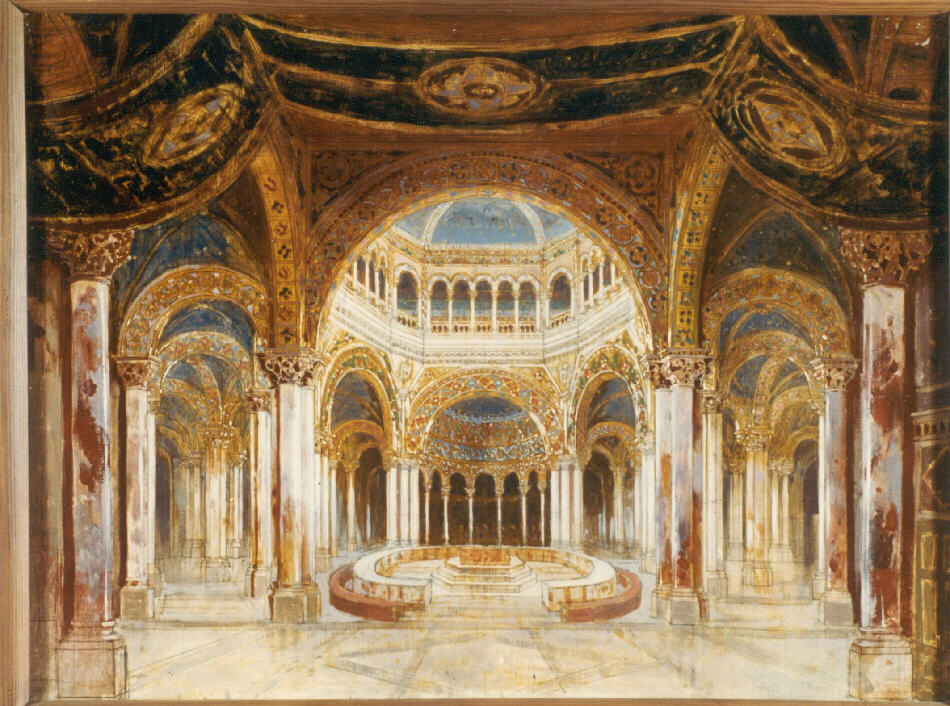
A Grál templom – Joukowsky színpadképe

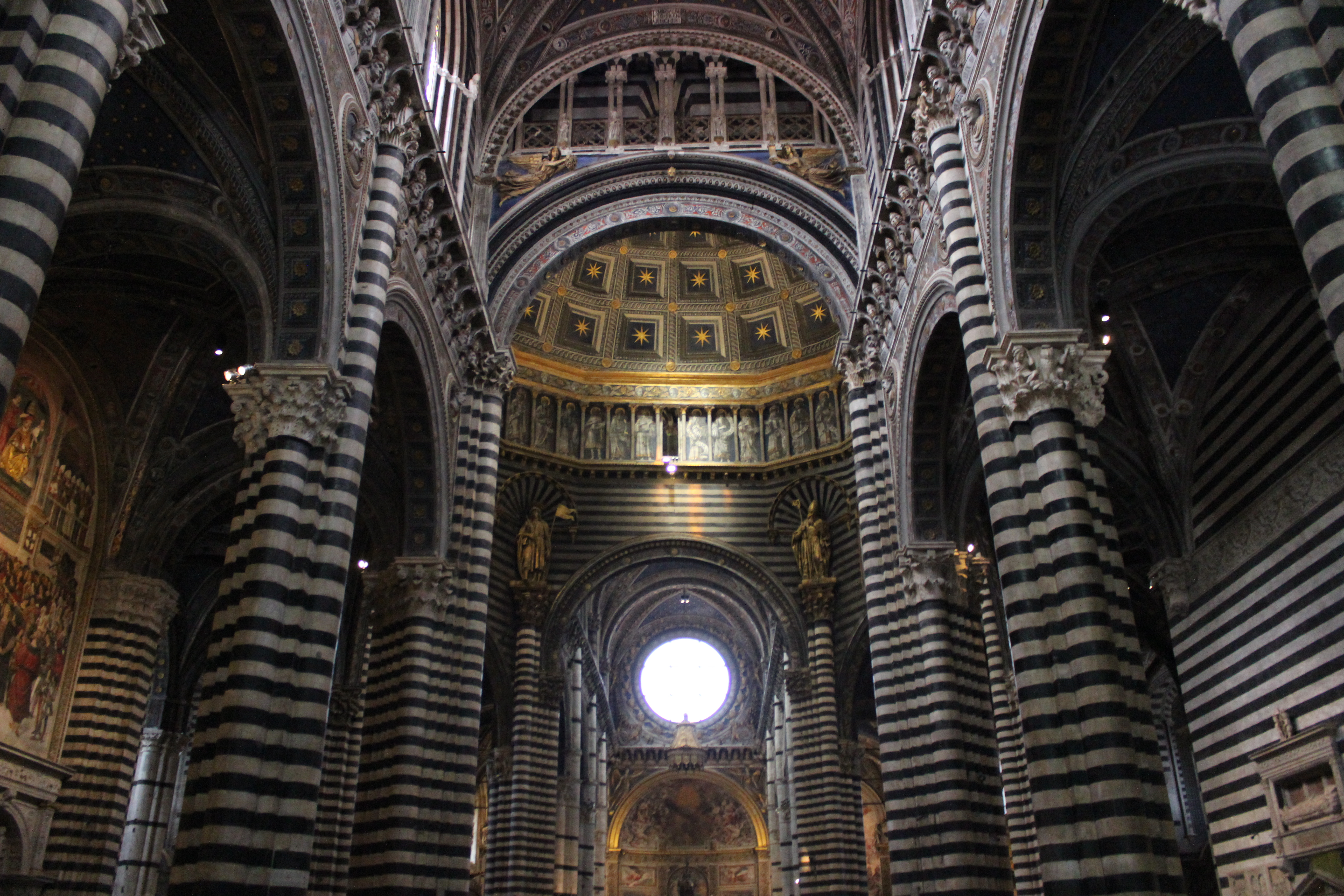
A Grál templom színpadképének ihletője, a sienai dóm belső tere

1880. november 12-én az opera nyitányát egy zárt előadás keretében bemutatták II. Lajos bajor királynak. Az ősbemutatóra a II. Bayreuthi Ünnepi Játékok keretében 1882. július 26-án, II. Lajos és az egész udvartartás jelenlétében került sor. A művet Hermann Levi vezényelte, a színpadkép Wagner utasításai alapján Max Brückner és Paul Joukowsky közreműködésével készült el. A Grálkastély csarnokának előképe a sienai dóm volt, ahol 1880-ban járt Wagner. Il. Lajos az ősbemutatóra átengedte a müncheni Udvari Operaház zene- és énekkarát, ami jelentősen csökkentette a színrevitellel járó kiadásokat. 1882 nyarán 16 alkalommal mutatták be a művet. Az utolsó előadásokat a harmadik felvonástól maga Wagner vezényelte. Ez volt az egyetlen alkalom, amikor a bayreuthi Festspiehhaus nyilvános előadásán Wagner saját maga vezényelte egyik operáját.
A mű már a 19. század végtől fogva nagy tetszést aratott, de már ekkor felmerült, hogy hossza (négy és félóra) és színpadra állításának igényessége meghaladja az opera-előadások szokásos kereteit. Wagner ezért kikötötte, hogy műve 30 éven keresztül színpadon csak Bayreuthban adható elő. Koncertszerűen már 1884-ben bemutatták Londonban, ill. a szerzői jogok tulajdonosa, Cosima Wagner engedélye nélkül 1903-ban a New York-i Metropolitan Operában. A szerzői jog értelmében 1913 december 31-én járt le a Parsifal védettsége, melyet Cosima Wagner egy, a német Reichstagnak benyújtott beadvánnyal próbált meghosszabbítani. A „Lex Cosima” néven elhíresült beadványt a német parlament elutasította.

A moratórium lejárta utáni első hivatalos színházi előadását 1914. január 1-jén, Barcelonában a Gran Teatre del Liceuban és Budapesten, a Népoperában tartották. A néhány perccel a tiltás lejártát követően, éjfél után megkezdett budapesti előadásról Kereszty István számolt be a Vasárnapi Újságban: 
Ez a fölemelő szép mese sok egyéb tanulságot is tartalmaz, sok bölcsesség és költői szépség van benne — könyveket írtak róluk. De mindenek felett megkapó a mű zenéje: nemes, súlyos, még komor színeiben is olyan fenséges és velőkig ható, mint az égi világosságot árasztó szent vér felmutatásának páratlan jelenetében; igazi Wagner-zene, ismétlődő dallamcsíráival, gazdag szövedékével s a ritmus látszólagos hiányával, mely magasan, minden közönségességtől ég-föld messzeségére lendítő. 
Kereszty cikkében nehezményezte, hogy a budapesti Operaház még csak nem is tervezi a Parsifal műsorra tűzését, valamint, hogy a népoperában német nyelven adták elő a művet, mely Wagner „ódon németségű” szövege miatt a mű befogadását megnehezíti a magyar közönség számára. Az Operaház végül 1924-ben tűzte először műsorára, 1945-ig 59 alkalommal játszották a művet. 1945 után évtizedekig nem adták elő a Parsifalt Magyarországon, 1983-ban, Wagner halálának századik évfordulóján, Ferencsik János karmester kezdeményezésnek köszönhetően állították újra színpadra az Erkel Színházban.
A 2006-ban életre hívott, és a budapesti Művészetek Palotájában (Müpa) megrendezett Wagner Napokon is rendszeresen előadják a Parsifalt. A külföldön és Budapesten a Parsifalt rendszeresen vezénylő Fischer Ádám egy interjúban elmondta, hogy a budapesti Wagner Napok ötlete a Parsifalból alakult ki, ugyanis a Müpa különösen alkalmas arra, hogy a Parsifal kórusára vonatkozó wagneri partitúra-előírását megvalósítsák.
Sokáig nem volt szokás a Parsifal előadásának befejeztével vagy az első felvonás végén (itt található a Grál bemutatásának jelenete, melyet sokan Úrvacsora-jelenetnek értelmeznek) a mű vallási jellege miatt tapsolni. Ez Wagner egyik félreérhető nyilatkozatára vezethető vissza, melyben az egyes felvonások közötti tapsról nyilatkozott kritikusan.
A művet hagyományosan húsvét környékén tűzik a világ operaházai műsorukra, a Bécsi Operaházban nagycsütörtökön szokták előadni. Számos németországi tartomány szabályozása szerint nagypénteken zenés előadásokra nem kerülhet sor, azonban a Parsifal a mű tematikája miatt kivételt képez.

## A Parsifal fogadtatása, utóélete
A kortárs zeneszerzők közül Claude Debussy igen elismerően nyilatkozott a Parsifalról, annak ellenére, hogy Wagner korábbi művei esetében meglehetősen kritikus volt. A Parsifal zenéjét nemesnek és erőteljesnek nevezte.
Friedrich Nietzsche 1887-ben hallotta először Monte Carlóban a Parsifal nyitányát. Nietzsche a művet Wagner egyik legnagyszerűbb zeneművének nevezte, mely páratlan módon fejezi ki a kereszténységet és a hallgatóságot együttérzésre sarkallja. A Parsifal ugyanakkor Nietzsche és Wagner barátságának a végét is jelentette, ugyanis Nietzsche a mű vallási tematikáját, az együttérzésre alapuló világszeméletet elutasította.
Gustav Mahler 1883 nyarán látta és hallotta először a Parsifalt Bayreuthban és később élete meghatározó élményének nevezte az előadást.
Thomas Mann aki életében többször is foglalkozott Wagner műveivel és a „Wagner-jelenséggel”, a Parsifalt ellentmondásosan ítélte meg. A mű egyes részéiről pozitívan nyilatkozott (különösen a 3. felvonásról, pl. nagypénteki varázsról), ugyanakkor a Parsifal alakjait szélsőséges és taszító különcök gyülekezetének nevezte, ugyanakkor elismerte Kundry alakjának művészi értékeit.
Adolf Hitler, aki bécsi és linzi tanulmányévei óta rajongott Wagnerért, a Parsifalt kulcsműnek tartotta. Hitler főideológus, Alfred Rosenberg ugyanakkor a nemzetiszocialista tanokkal összeegyeztethetetlennek tartotta a Parsifal fő üzenetét, a keresztény együttérzés propagálását és a mű betiltását javasolta. Hitler, aki a Parsifal bayreuthi bemutatását közvetlenül felügyelte, a mű színrevitelénél fontosnak tartotta a keresztény karakter háttérbe szorítását. Hitler szerint a Parsifalt korábban félreértelmezték, és a keresztény-schopenhaueri szánalomvallás helyett a vér tisztaságát őrző lovagi közösségre kell koncentrálni az opera bemutatása során.
A második világháború utáni németországi kritika nem tekintette egyöntetűen remekműnek a Parsifalt. Erre az álláspontra helyezkedett Theodor W. Adorno és a német irodalomtudomány és zenekritika meghatározó alakja, Hans Mayer.

## A Parsifal értelmezése
A Parsifal értelmezésére már Wagner leveleiben és más írásiban is találunk utalásokat. Wagner 1860-ban Mathilde Wesendoncknak írt levelében a Lohengrin kapcsán utalt arra, hogy míg Parzifalnak meg kellett küzdenie tisztaságáért, Lohengrin ezt a „lélekvándorlásnak” köszönhetően már megörökölte apjától. Wagner ekkori elképzelése szerint Parsifal az az alak, aki a szenvedés és tévelygés útjait még nem járta be. Az 1865-ös prózavázlatában – 17 évvel a mű befejezése előtt – már kidolgozta a legfontosabb alakokat és a mű vezérfonalának az együttérzés általi megváltást tekintette. A mű főhősét már ekkor is egy olyan feddhetetlen, „tiszta” férfiként ábrázolta, aki Kundry szerelmének képes ellenállni, amivel nem csak megváltja őt, hanem átvezeti a teljes „megsemmisülésbe” is.
A Grál bemutatásának szertartása kapcsán Wagner kifejtette, hogy a vér borrá válása a föld felé irányul, a bor vérré válás éppen, hogy a földtől eltávolított – utalva ezzel arra, hogy a jelent nem tisztán keresztény kontextusban értelmezendő. Wagner tiltakozott Hans von Wolzogen (a Bayreuther Blätter szerkesztője és kiadója) azon értelmezése kapcsán, hogy Parsifal alakja a Megváltó (német: Heiland) alakjának feleltethető meg. Ugyanakkor a hagyományos kereszténységet sok tekintetben elutasító Wagner a Parsifal születésnek idején úrvacsorát vett, míg korábban templomba se járt és elutasította a hagyományos keresztény vallást. Ebből arra lehet következtetni, hogy a Grál bemutatásnak jelenetét mégiscsak egy keresztény szertartás ihlette. Feltűnő mindenesetre, hogy az Istennel kapcsolatos szólásokon, közbevetéseken kívül a keresztény-monoteista Istenről egyetlen szó sem esik a szövegkönyvben.
Wagner a mű értelmezését már a műfaj megnevezésével is meghatározta (Bühnenweihfestspiel – színpadszentelő ünnepi játék), melyen azon nézetével függ össze, hogy zeneműveivel metafizikai tartalmakat akart közvetíteni: „a művészetre vár a feladat, hogy megmentse a vallás magvát”.
A Wagner művészeti örökségét kezelő Cosima Wagner az ősbemutató után évekig harcolt azért, hogy a zsidó származású Hermann Levi ne vezényelhesse a Parsifalt. Amikor 1888-ban első alkalommal Felix Mottl vezénylete a Parsifalt, Cosima megjegyezte, hogy végre a mű helyes értelmezésre kerül sor egy keresztény karmester által. Cosima – Wolzogenhez hasonlóan – a mű tisztán keresztény értelmezéséért szállt síkra. A fasiszta Németországban újra átértelmezték a művet és a faji ideológia értelmében a vér tisztaságának fontosságát igyekeztek hangsúlyozni a színpadra vitel során.
Ahogy már a 19. században, úgy a későbbi Parsifal-szakirodalomban is vita tárgyát képezi, mennyire tekinthető az opera elsősorban keresztény ihletésű műnek. Számos kutató arra az álláspontra helyezkedik, hogy a Parsifal keresztény, buddhista és a schopenhaueri filozófia (vagy ezen nézetek részbeni tagadásnak) elemeiből áll.
Bryan Magee szerint a Parsifalban zenedrámai eszközökkel jelenik meg a schopenhaueri filozófia. Ennek lényeg, hogy az etika alapja az észszerűség, nem a részvét, életünk valódi jelentése nem a tapasztalati világban van, hanem a transzcendensben, a megváltást saját magunk, szexuális vágyaink legyőzése által érthetjük el, ha részvételi szeretettel fordulunk embertársainkhoz. Magee szerint kizárt, hogy Wagner egyszerre keresztény és a schopenhaueri eszméket is képviselt volna, ezért elutasítja a Parsifal keresztény operaként való értelmezését.
Számos kutató foglalkozott a Parsifalban található buddhista elemekkel. Wagner a buddhizmust elsősorban Eugéne Burnouf francia indológus írásaiból ismerte, aki kizárólag a mahájána irányzatáról írt. A Parsifalban Burnouf nyomán Wagner a következő buddhista elemeket építette be: lélekvándorlás (Kundry alakja), melynek alapja a vágy és szenvedélyek miatti állandó újjászületés, az univerzális együttérzés minden élőlénnyel, a tudás mint a megváltás kulcsa (durch Mitleid wissend), valamint a szenvedés megszüntetése a szerelemről és testi vágyakról való lemondás által.

## Ismertebb lemezfelvételei
- Metropolitan Opera Orchestra, Metropolitan Opera Chorus, DGG 1992
  - Parsifal – Plácido Domingo,
  - Kundry – Jessye Norman,
  - Gurnemanz – Kurt Moll,
  - Amfortas – James Morris,
  - Klingsor – Ekkehard Wlaschiha,
  - vezényel: James Levine.
- Bayreuthi Fesztiválzenekar, 1962 (a bayreuthi előadás felvétele)
  - Parsifal – Jess Thomas,
  - Kundry – Irene Dalis,
  - Gurnemanz – Hans Hotter,
  - Amfortas – George London,
  - Klingsor – Gustav Neidlinger,
  - Titurel – Martti Talvela,
  - vezényel: Hans Knappertsbusch

## Híres részletek

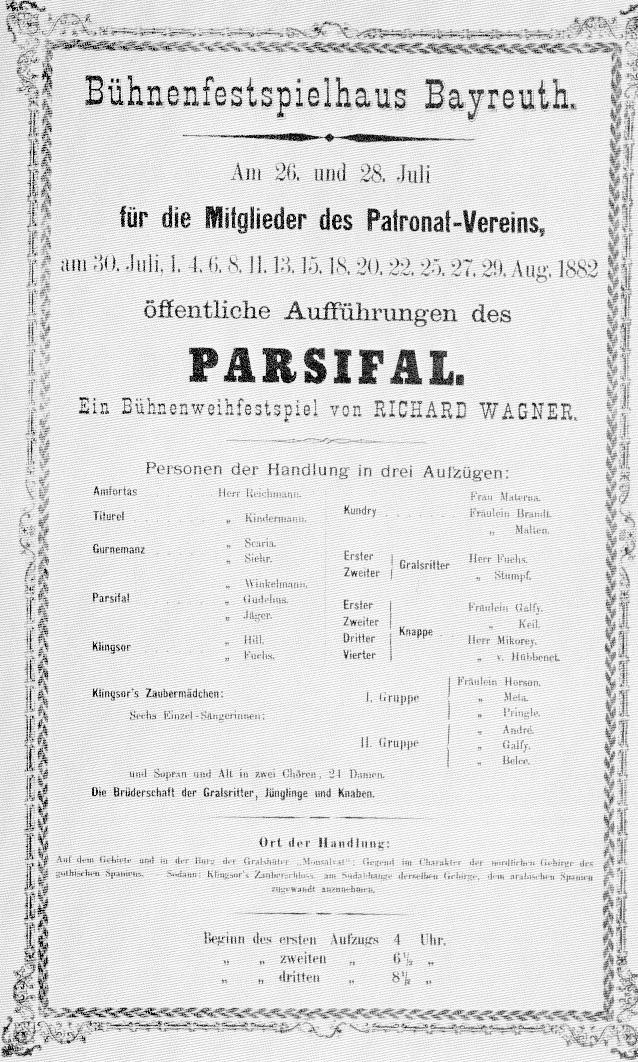
A Parsifal bemutatójának hirdetése

- Titurel, der fromme Held – Gurnemanz elbeszélése (első felvonás)
- Zum letzten Liebesmahle – a Grál-lovagok bevonulása (első felvonás)
- Wehnvolles Erbe, dem ich verfallen – Amfortas monológja (első felvonás)
- Komm, komm, holder Knabe – a viráglányok jelenete (második felvonás)
- Ich sah das Kind – Kundry monológja (második felvonás)
- Amfortas! Die Wunde! Sie brennt in meinem Herzen – Parsifal monológja (második felvonás)
- Wie dünkt mich doch die Aue heut so schön – nagypénteki varázs (harmadik felvonás)
- Nur eine Waffe taugt – Parsifal monológja (harmadik felvonás)
- Höchsten heiles Wunder – zárókórus (harmadik felvonás).

### Szövegkiadások, műjegyzékek
- John Deathridge/Martin Geck/Egon Voss, Wagner Werk-Verzeichnis. Verzeichnis der musikalischen Werke Richard Wagners und ihrer Quellen, Mainz (Schott), 1986
- Richard Wagner, Parsifal, a partíció első kiadása, Mainz (Schott Verlag), 1883
- Richard Wagner, Entwürfe zu: »Die Meistersinger von Nürnberg«, »Tristan und Isolde«, »Parsifal«, ed. Hans von Wolzogen, Leipzig (Siegel), 1907
- Richard Wagner, Parsifal. Fenkölt ünnepi játék; ford. Lányi Viktor; Budapest (Genius), 1923
- Richard Wagner, Parsifal, az autográf pontszámának faxszáma, München (Dreimasken Verlag), 1925
- Richard Wagner, Parsifal, WWV 111, történelmi-kritikus kiadás, edd. Martin Geck & Egon Voss, Mainz (Schott), 1978
- Richard Wagner: Parsifal. Magasztos ünnepi színjáték, 1882. Szövegkönyv a motívumok feltüntetésével; ford. Jánszky Lengyel Jenő, sajtó alá rend. Király László, Vajai Balázs; Wagner Ring Alapítvány, Bp., 2017

### Szakirodalom

#### Magyarul
- Bryan Magee: Wagner világképe – A nagy operák filozófia háttérre, Park könyvkiadó, 2000, Budapest, ISBN 978-963-355-034-2
- Molnár Antal: Wagner: Parsifal in uő: A zene birodalmából. Budapest, 1979. Gondolat K. pp. 132–149 ISBN 963-280-783-9
- Rappl, Erich: Wagner operakalauz, Zeneműkiadó, Budapest, 1976 ISBN 963-330-133-5
- Carl Dahlhaus/John Deathridge: Wagner, Budapest (Zeneműkiadó), 1988, ISBN 963-330-663-9
- György Kroó, Richard Wagner, (Gondolat Kiadó), Budapest, 1968
- Till Géza: Opera, Zeneműkiadó, Budapest, 1985, ISBN 963-330-564-0
- Winkler Gábor: Barangolás az operák világában, Tudomány Kiadó, Budapest, 2005, ISBN 963-8194-41-3

#### Idegen (angol, német, francia, olasz) nyelven
- Theodor Adorno, Versuch über Wagner, »Gesammelte Schriften«, vol. 13, Frankfurt (Suhrkamp) 1971; Magyar fordítás: Wagner, ford. Endreffy Zoltán, Európa, Budapest, 1985 (Mérleg) ISBN 963-07-3692-6
- Theodor Adorno, Zur Partitur des Parsifal, in: Theodor W. Adorno, Gesammelte Schriften, vol. 17, Frankfurt (Suhrkamp), 1982, pp. 47-51.
- Evan Baker, From the Score to the Stage: An Illustrated History of Opera Production and Staging in Continental Europe, Chicago (Chicago University Press), 2013
- Hans-Joachim Bauer, Wagners »Parsifal«. Kriterien der Kompositionstechnik, München / Salzburg (Katzbichler), 1977
- Oswald Georg Bauer, Richard Wagner. Die Bühnenwerke von der Uraufführung bis heute, Frankfurt/Berlin/Wien (Propyläen Verlag) 1982; French translation: Fribourg/CH (Office du Livre) 1982; English translation: 1983
- Oswald Georg Bauer, Die Geschichte der Bayreuther Festspiele, 2 voll., Berlin (Deutscher Kunstverlag), 2016
- Carl Friedrich Baumann, Bühnentechnik im Festspielhaus Bayreuth, München (Prestel), 1980
- Peter Berne, Parsifal oder Die höhere Bestimmung des Menschen. Christus-Mystik und buddhistische Weltdeutung in Wagners letztem Drama, Wien (Hollitzer Wissenschaft), 2017, ISBN 978-3-99012-419-2
- Dieter Borchmeyer, Das Theater Richard Wagners. Idee ─ Dichtung ─ Wirkung, Stuttgart (Reclam) 1982; English translation (Stewart Spencer): Richard Wagner: Theory and Theatre, Oxford (Clarendon), 1991
- Dieter Borchmeyer/Jörg Salaquarda (ed.), Nietzsche und Wagner. Stationen einer epochalen Begegnung, Frankfurt/Leipzig (Insel), 1994
- Dieter Borchmeyer, Richard Wagner. Ahasvers Wandlungen, Frankfurt/Leipzig (Insel), 2002
- Daniella Buschinger: Durch Mitleid wissend – Wagner und der Buddhismus, Würzburg, 2017, ISBN 978-3-8260-6242-1
- Jacques Chailley, »Parsifal« de Richard Wagner: opéra initiatique, Paris (Buchet/Chastel), 1986
- Attila Csampai/Dietmar Holland (ed.), Richard Wagner, »Parsifal«. Texte, Materialien, Kommentare, Reinbek (rororo), 1984
- Carl Dahlhaus, Wagners Konzeption des musikalischen Dramas, Regensburg (Bosse) 1971, 2München/Kassel (dtv/Bärenreiter), 1990
- Sven Friedrich, Das auratische Kunstwerk. Zur Ästhetik von Richard Wagners Musiktheater-Utopie, Tübingen (Niemeyer), 1996
- Sven Friedrich, Richard Wagner, Deutung und Wirkung. Königshausen & Neumann, Würzburg, 2004, ISBN 3-8260-2851-1
- Adriana Guarnieri Corazzol, Tristano, mio Tristano. Gli scrittori italiani e il caso Wagner, Bologna (Il Mulino), 1988
- Wolf-Daniel Hartwich, »Deutsche Mythologie«. Die Erfindung einer nationalen Kunstreligion, Berlin (Philo), 2000
- Joachim Heinzle, Wolfram von Eschenbach. Dichter der ritterlichen Welt. Leben, Werke, Nachruhm, Basel (Schwabe), 2019, pp. 256-271.
- Ulrike Kienzle, »...das freiwillige Leiden der Wahrhaftigkeit«. Zu den philosophischen Hintergründen des Bruchs zwischen Wagner und Nietzsche: Eine Rekonstruktion ihres Dialogs über den Pessimismus Schopenhauers, in: Thomas Steiert (ed.), »Der Fall Wagner«. Ursprünge und Folgen von Nietzsches Wagner-Kritik, »Thurnauer Schriften zum Musiktheater«, vol. 13, Laaber (Laaber), 1991, pp. 81-136.
- Ulrike Kienzle, Das Weltüberwindungswerk. Wagners »Parsifal« ─ ein szenisch-musikalisches Gleichnis der Philosophie Arthur Schopenhauers, Laaber (Laaber) 1992. ISBN 3-8260-3058-3
- Chikako Kitagawa, Versuch über Kundry ─ Facetten einer Figur, Bern / Frankfurt / New York (Peter Lang), 2015
- Stefan Kunze (ed.), Richard Wagner. Von der Oper zum Musikdrama, Bern/München (Francke), 1978
- Stefan Kunze, Der Kunstbegriff Richard Wagners, Regensburg (Bosse), 1983
- Alfred Lorenz, Das Geheimnis der Form bei Richard Wagner, vol. 4: Der musikalische Aufbau von Richard Wagners »Parsifal«, Berlin (Max Hesse) 1933, Reprint Tutzing (Schneider), 1966
- Jürgen Maehder, Wagner-Forschung versus Verdi-Forschung ─ Anmerkungen zum unterschiedlichen Entwicklungsstand zweier musikwissenschaftlicher Teildisziplinen, in: Arnold Jacobshagen (ed.), Verdi und Wagner, Kulturen der Oper , Wien/Köln (Böhlau), 2014, pp. 263–291, ISBN 978-3-412-22249-9
- Jürgen Maehder, Form, Text-Setting, Timbre, Aura ─ Structural Aspects of Wagner's »Parsifal« Score, in: Naomi Matsumoto et al. (ed.), Staging Verdi and Wagner, Turnhout (Brepols), 2015, pp. 81-113.
- Jürgen Maehder, The Intellectual Challenge of Staging Wagner: Staging Practice at Bayreuth Festival from Wieland Wagner to Patrice Chéreau, in: Marco Brighenti/Marco Targa (ed.), Mettere in scena Wagner. Opera e regia fra Ottocento e contemporaneità, Lucca (LIM), 2019, pp. 151-174.
- Claus-Steffen Mahnkopf (ed.): Richard Wagner, Konstrukteur der Moderne. Klett-Cotta, Stuttgart, 1999, ISBN 3-608-91979-1
- Volker Mertens, Richard Wagner und das Mittelalter, in: Ulrich Müller/Ursula Müller (ed.), Richard Wagner und sein Mittelalter, Anif/Salzburg (Müller Speiser), 1989, pp. 9 84.
- Heinz-Klaus Metzger/Rainer Riehn (ed.), Richard Wagner, »Parsifal«, »Musik-Konzepte«, vol. 25, München (text + kritik), 1982
- Stephan Mösch, Weihe, Werkstatt, Wirklichkeit. »Parsifal« in Bayreuth 1882-1933, Kassel / Stuttgart / Weimar (Bärenreiter/Metzler), 2012, ISBN 978-3-7618-2326-2
- Ulrich Müller/Ursula Müller (ed.), Richard Wagner und sein Mittelalter, Anif/Salzburg (Müller-Speiser), 1989
- Ulrich Müller, Vom »Parzival« zum Liebesverbot. Richard Wagner und das Mittelalter, in: Dietrich Mack (ed.), Richard Wagner: Mittler zwischen den Zeiten, Anif/Salzburg (Müller-Speiser), 1990, pp. 79-103.
- Ulrich Müller/Oswald Panagl, Ring und Graal. Texte, Kommentare und Interpretationen zu Richard Wagners »Der Ring des Nibelungen«, »Tristan und Isolde«, »Die Meistersinger von Nürnberg« und »Parsifal«, Würzburg (Königshausen & Neumann), 2002
- Jean-Jacques Nattiez, Wagner androgyne, Paris (Bourgois) 1990; English translation (Stewart Spencer): Jean-Jacques Nattiez, Wagner Androgyne. A Study in Interpretation, Princeton (Princeton University Press), 1993
- Gösta Neuwirth, Parsifal und der musikalische Jugendstil, in: Carl Dahlhaus (ed.), Richard Wagner ─ Werk und Wirkung, Regensburg (Bosse) ,1971, pp. 175-198.
- Adolf Novak, Wagners »Parsifal« und die Idee der Kunstreligion, in: Carl Dahlhaus (ed.), Richard Wagner ─ Werk und Wirkung, Regensburg (Bosse), 1971, pp. 161-174.
- Wolfgang Osthoff, Richard Wagners Buddha-Projekt »Die Sieger«. Seine ideellen und strukturellen Spuren in »Ring« und »Parsifal«, in: Archiv für Musikwissenschaft 40/1983, pp. 189-211.
- Daniel Schneller, Richard Wagners „Parsifal“ und die Erneuerung des Mysteriendramas in Bayreuth. Die Vision des Gesamtkunstwerks als Universalkultur der Zukunft, Bern (Peter Lang), Bern, 1997, ISBN 3-906757-26-9
- Wolfgang Seelig, Ambivalenz und Erlösung. »Parsifal«. Menschliches Verständnis und dramatische Naturdarstellung, Bonn (Bouvier), 1983
- Giuseppe Sinopoli, Parsifal a Venezia, Venezia (Marsilio Editori), 1993, ISBN 978-88-317-7914-2
- Carl Suneson, Richard Wagner och den Indiska Tankevärlden, Stockholm (Almqvist & Wiksell International), 1985, »Acta Universitatis Stockholmiensis«, »Stockholm Oriental Studies«, vol. 13; German edition: Richard Wagner und die indische Geisteswelt, Leiden (Brill), 1989
- Peter Wapnewski, Der traurige Gott. Richard Wagner in seinen Helden, München (C. H. Beck), 1978
- Peter Wapnewski, Richard Wagner. Die Szene und ihr Meister, München (C. H. Beck), 1978
- Peter Wapnewski, Tristan der Held Richard Wagners, Berlin (Quadriga), 1981
- Peter Wapnewski, Wolframs »Parzival« in Wagners Bühnenweihfestspiel, in : Joachim Heinzle (ed.): Wolfram von Eschenbach. Ein Handbuch, 2 voll., Berlin/Boston (De Gruyter), 2011, pp. 742-757.
- Petra-Hildegard Wilberg, Richard Wagners mythische Welt. Versuche wider den Historismus, Freiburg (Rombach), 1996